# David Addis
David Addis (Belfast, 31 marzo 1901 – 1º giugno 1963) è stato un calciatore nordirlandese, di ruolo difensore.

## Palmarès

### Club

#### Competizioni nazionali
- Irish Cup: 1

Cliftonville: 1922-1923